# Флорин Влаику
Флорин Влаику (рум. Florin Vlaicu; 26. јул 1986) професионални је рагбиста и репрезентативац Румуније, који тренутно игра за екипу Стеауа Букурешт. У каријери је играо за екипу Стеауа Букурешт 2005–2012. (46 утакмица, 248 поена), Фарул Константа 2013–2014. (18 утакмица, 184 поена), а лета 2015. по други пут је потписао за екипу Стеауа Букурешт. Висок је 186 цм, тежак је 100 кг и рекордер је по броју постигнутих поена за румунску репрезентацију (643 поена). Дебитовао је за репрезентацију 2006. против Украјине. За репрезентацију Румуније је до сада одиграо 85 тест мечева. Бранио је боје Румуније на 3 светска првенства.